# 山代温泉

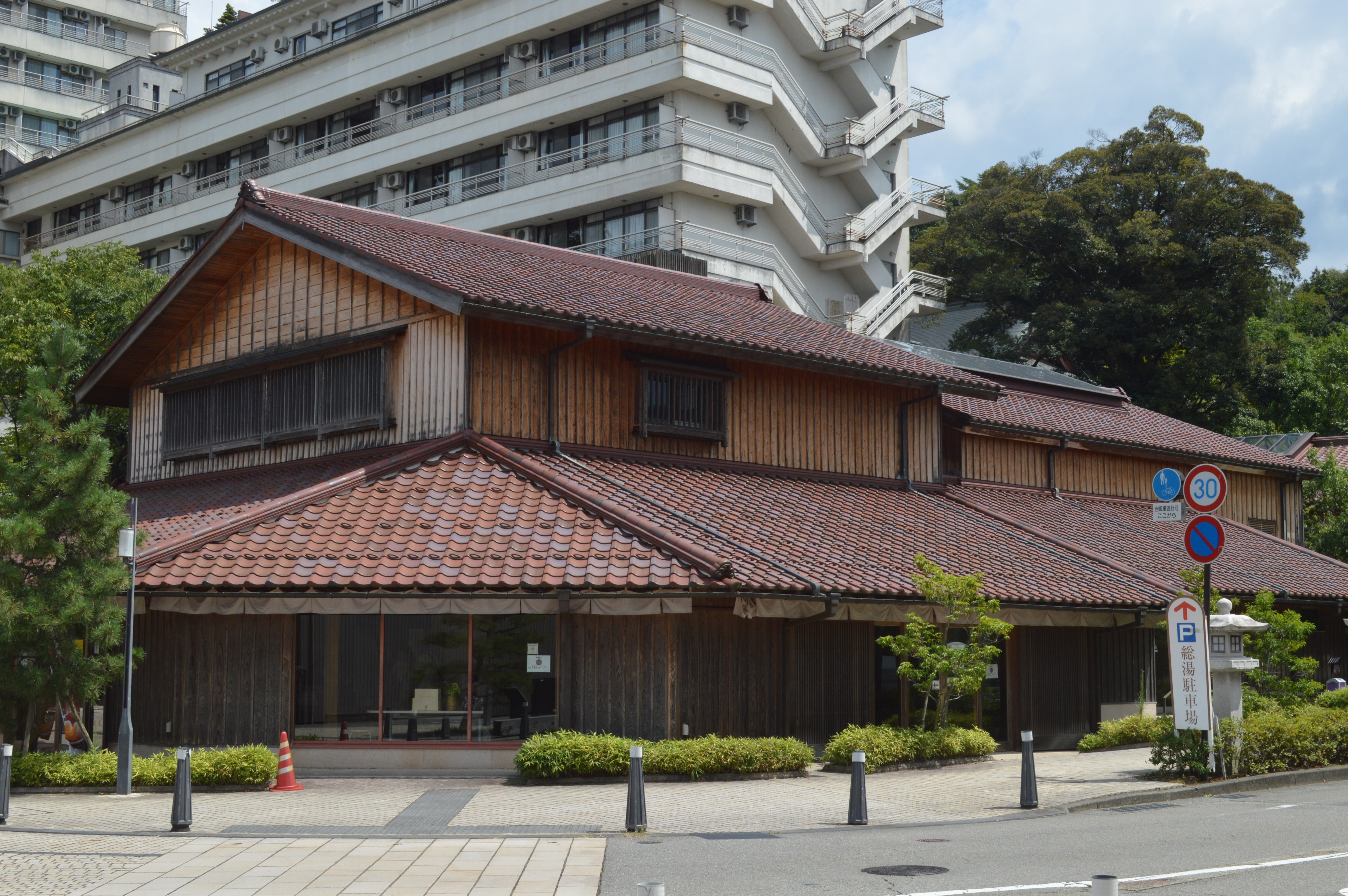
山代温泉総湯

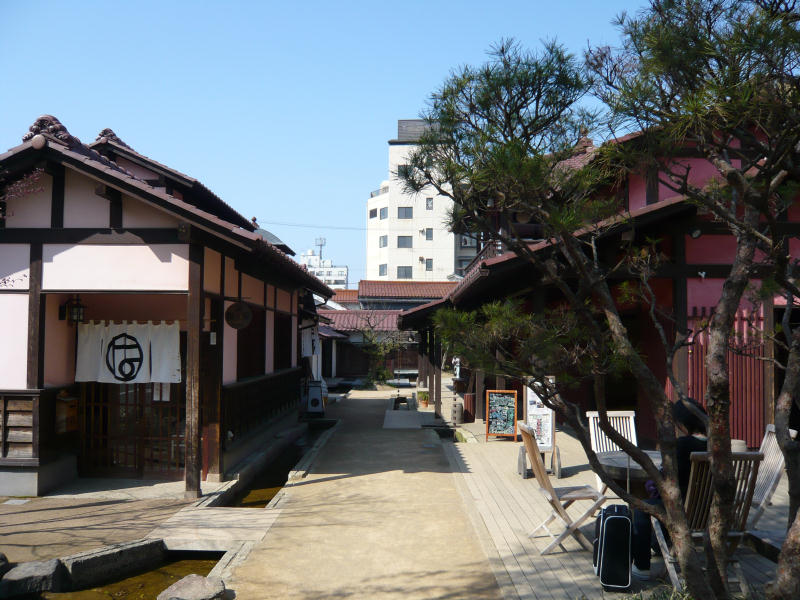
はづちを楽堂

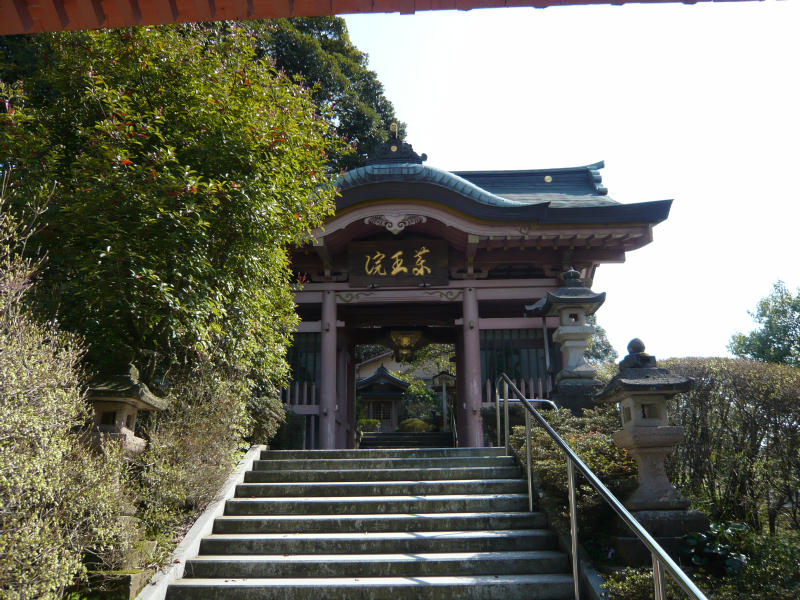
薬王院温泉寺

山代温泉（やましろおんせん）は、石川県加賀市（旧国加賀国）にある温泉地。
加賀温泉郷の一つであり、同じくして粟津温泉、山中温泉、片山津温泉を含めた北陸最大級の石川県有数の温泉街である。
所在地である加賀市には山代温泉という町名がある。

## 泉質
- ナトリウム・カルシウム-硫酸塩泉・塩化物泉
- カルシウム・ナトリウム-硫酸塩泉
- ほか2種

## 温泉街
北陸3県で最大級の温泉街のひとつである。石川県においては、山代・山中・片山津という順序で温泉地が呼ばれるように、その順序で大きさを表すものといえる。歓楽温泉としての知名度は高く、近畿地方では男性が「山代に行く」といえば大抵、女遊びに行くことを暗喩するといわれるほど、戦後は歓楽温泉として著しい発展を遂げた。
江戸時代の山代温泉は、「総湯」と呼ばれる共同浴場を中心として町が作られていた。「総湯」の周囲に温泉宿が立ち並び、湯治客は「総湯」に通ったり、ときには自然の中を散策しながら長逗留していた。「総湯」を中心とした周囲の街並みを「湯の曲輪」（ゆのがわ）といい、北陸特有の呼び方となっている。
近世の山代温泉には古九谷を再興した吉田屋窯が置かれた。吉田屋窯の流れを汲む観光施設として国指定史跡の九谷焼窯跡展示館がある。交流施設としてはづちを楽堂がある。

## 歴史
725年（神亀2年）、泰澄から白山権現の由来を聞いた行基が、白山からの帰路に羽を休める八咫烏（やたガラス）を見つけ、手を浸したところ温泉を発見したという開湯伝説がある。
平安時代末期には、明覚上人によって薬王院温泉寺の七堂伽藍が建立され、山代温泉は大いに賑わったとされる。明覚は薬師如来が祀られている温泉寺の基礎を築いたとされる。温泉寺の境内には「めかくしさん」とよばれる明覚上人供養の石造五輪塔（室町時代、国の重要文化財）があり、現在は祠が建てられている。
戦国時代には明智光秀が訪れ、10日間の湯治で傷を癒したとされる。
山代温泉は共同浴場（惣湯）の四周に温泉旅館があり、更にその南側に農家や商家が取り囲む空間構造を持っていた。18世紀には約18軒の旅館があり、以後戦後まで基本的にこうした街構成が続いた。
明治時代には多くの文化人に愛され、芸術家の北大路魯山人、詩人の与謝野晶子などが山代温泉を訪れた。北大路魯山人が半年間滞在した別荘は、「魯山人寓居跡いろは草庵」という施設となっている。明治時代中期には既に湯女がいたが、1918年（大正7年）に松崎天民が記した『温泉巡礼記』で山代温泉の湯女を紹介したことで、広く世に知られるようになった。
戦後は国鉄北陸本線の電化、北陸自動車道の開通に伴い、関西や中京の奥座敷として発展した。1970年（昭和45年）には鉄道最寄駅の作見駅が加賀温泉駅と改称し、特急列車が停まるようになったことで観光客数も増えた。
最盛期には年間250万人以上の人が訪れ、同時に日本有数の歓楽街も発達した。しかし1980年代から客足は次第に鈍り、バブル崩壊以降に伴って宿泊客は減少し、最盛期には50軒を数えた宿泊施設は半減し、県内トップだった宿泊客数も能登にある和倉温泉にその座を奪われることとなった。
2009年（平成21年）8月2日、新たな共同浴場である山代温泉総湯が開業した。2010年（平成22年）10月3日、明治時代の総湯を復元した山代温泉古総湯が開業した。

## 交通アクセス
- 鉄道
  - JR北陸新幹線加賀温泉駅よりバスまたはタクシーで10分（約2km）
  - かつては北陸鉄道山代線が動橋駅から通じており、山代温泉には山代駅や山代東口駅があったが、1971年（昭和46年）に廃線となった。
- 自動車
  - 北陸自動車道加賀ICから国道8号線を経由して約15分
  - 北陸自動車道片山津ICから約15分
- 飛行機
  - 小松空港よりタクシーで約30分